# خورشیدگرفتگی ۸ آوریل ۲۰۰۵
خورشیدگرفتگی ۸ آوریل ۲۰۰۵ (به انگلیسی: Solar eclipse of April 8, 2005) یک خورشیدگرفتگی از نوع خورشیدگرفتگی مرکب است. این خورشیدگرفتگی در تاریخ ۸ آوریل ۲۰۰۵ میلادی (‎۱۹ فروردین ۱۳۸۴ خورشیدی) روی داد که زمان اوج آن، ساعت ۲۰:۳۶:۵۱ به‌وقت ساعت هماهنگ جهانی بوده‌است. مدت زمان و طول این خورشیدگرفتگی ۰ دقیقه و ۴۲ ثانیه بود.